# Milagros Mumenthaler
Milagros Mumenthaler es una directora y guionista de cine que nació en Argentina en 1977 y ha realizado varios filmes.
Estudió en Buenos Aires en la Universidad del Cine y su primer filme como directora fue el cortometraje A Qué Hora Llega Papá?, en 2000.  Participó con sus trabajos en varios festivales de cine y fue galardonada en el Buenos Aires Festival Internacional de Cine Independiente de 2004 con el premio al mejor cortometraje por El patio. Su primer largometraje Abrir puertas y ventanas obtuvo el Leopardo de Oro a la mejor película en el Festival Internacional de Cine de Locarno 2011.

## Filmografía
- Directora
- La idea de un lago (2016)
- Abrir puertas y ventanas (2011)
- Amancay (cortometraje) (2006)
- Cape Code (cortometraje) (2003)
- El patio (cortometraje) (2003)
- ¿Cuándo llega papá? (cortometraje) (2000)

- Guionista
- La idea de un lago (2016)
- Abrir puertas y ventanas (2011)
- Amancay (cortometraje) (2006)

- Productora
- El patio (cortometraje) (2003)

- Diseño de producción
- Maquillaje (cortometraje) (2002)